# Altair Airlines

Fokker 28 in sosta nell'aeroporto di Richmond.

Altair Airlines era una compagnia aerea con sede a Filadelfia, nello stato della Pennsylvania. Fu operativa dal 1966 al 1982. Stando a quanto riportato nell'ultimo orario pubblicato (15 giugno 1982), il nome Altair fu ispirato dalla stella di prima grandezza "Altairius" e la più luminosa nella costellazione "Aquila", da cui derivò anche il simbolo "Blue Eagle".

## Storia
La società fu fondata nel luglio 1966 per effettuare voli locali con base di armamento principale a Filadelfia con bimotori Beechcraft "Queen Air". I collegamenti regolari iniziarono il 19 dicembre dello stesso anno. Nel 1967 il principale azionista di Altair risultava essere Tristram C. Colket e l'azienda aveva 587 dipendenti. Per rinforzare la propria struttura nel 1969 assorbì General Aviation Service, un piccolo vettore che volava pochi collegamenti da Reading. Nel maggio 1970, Altair Airlines fu messa sotto osservazione dal Civil Aeronautics Board per l'alto tasso di incidenti, anche se non mortali, verificatisi. La società cercò di migliorare l'efficienza introducendo prima i turboelica Beechcraft 99 e, dal 1974, i più capienti Nord 262. La competizione che si sviluppò progressivamente in tutta l'area degli "appennini" Appalacchi spinse l'aerolinea a indirizzarsi verso nuove destinazioni. La decisione si rivelò azzardata perché significò l'ingresso in mercati dove la presenza di Allegheny Airlines e Piedmont Airlines era consolidata.
Altair tentò di raggiungere la redditività anche radiando i turboelica ed espandendo i servizi verso nuove destinazioni lungo la costa orientale degli Stati Uniti in concomitanza con l'introduzione di una piccola flotta di bireattori Fokker F28 Fellowship e, solo noleggiati, Douglas DC-9-30. Le tariffe offerte erano più convenienti di quelle dei rivali diretti. Nonostante questa innovazione il reddito non fu mai in grado di superare il debito. Nel novembre 1982 Altair doveva quasi un milione di dollari per acquisto di carburante dalla Gulf Oil Corporation che, dopo un lungo periodo di negoziati, richiese il pagamento immediato. Altair aveva poca scelta se non quella di cercare la protezione federale. Il 10 novembre 1982 la società cessò di volare e quindi presentò istanza di fallimento (Chapter 11) a causa dei molti debiti accumulatisi.